# AVA-Fabrik
Die AVA-Fabrik, genauer: Funktechnische Fabrik AVA (polnisch: Wytwórnia Radiotechniczna AVA), war ein kleines elektrotechnisches Unternehmen in Warschau, das von 1929 bis zum Beginn des Zweiten Weltkriegs bestand und spezielle elektromechanische Geräte insbesondere für das polnische Biuro Szyfrów (BS) (deutsch: „Chiffrenbüro“) herstellte. Zu den wichtigsten Geräten, die diese kleine Firma produzierte, gehörten ab 1933 Nachbauten der deutschen Rotor-Schlüsselmaschine Enigma sowie die zu deren Entzifferung benötigten speziellen kryptanalytischen Geräte, wie Zyklometer und Bomba.

## Geschichte

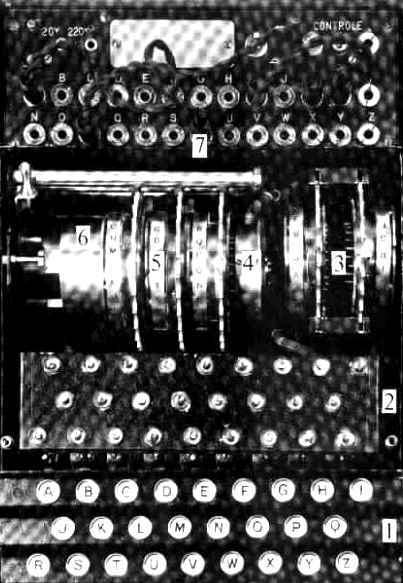
Beim polnischen Enigma-Nachbau waren Tasten (1), Lampen (2) und Steckbuchsen (7), wie bei der deutschen Enigma-C, einfach alphabetisch angeordnet.

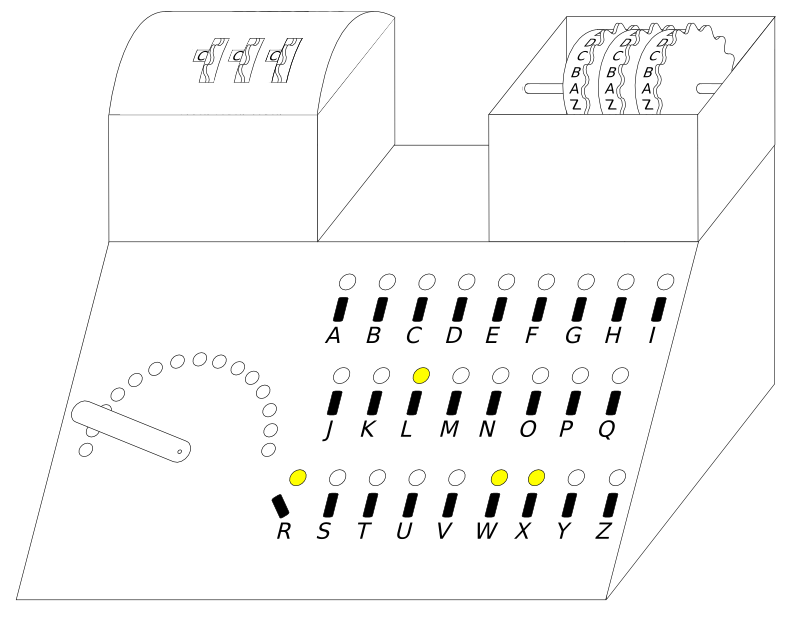
Das Zyklometer diente zur Entzifferung der Enigma …

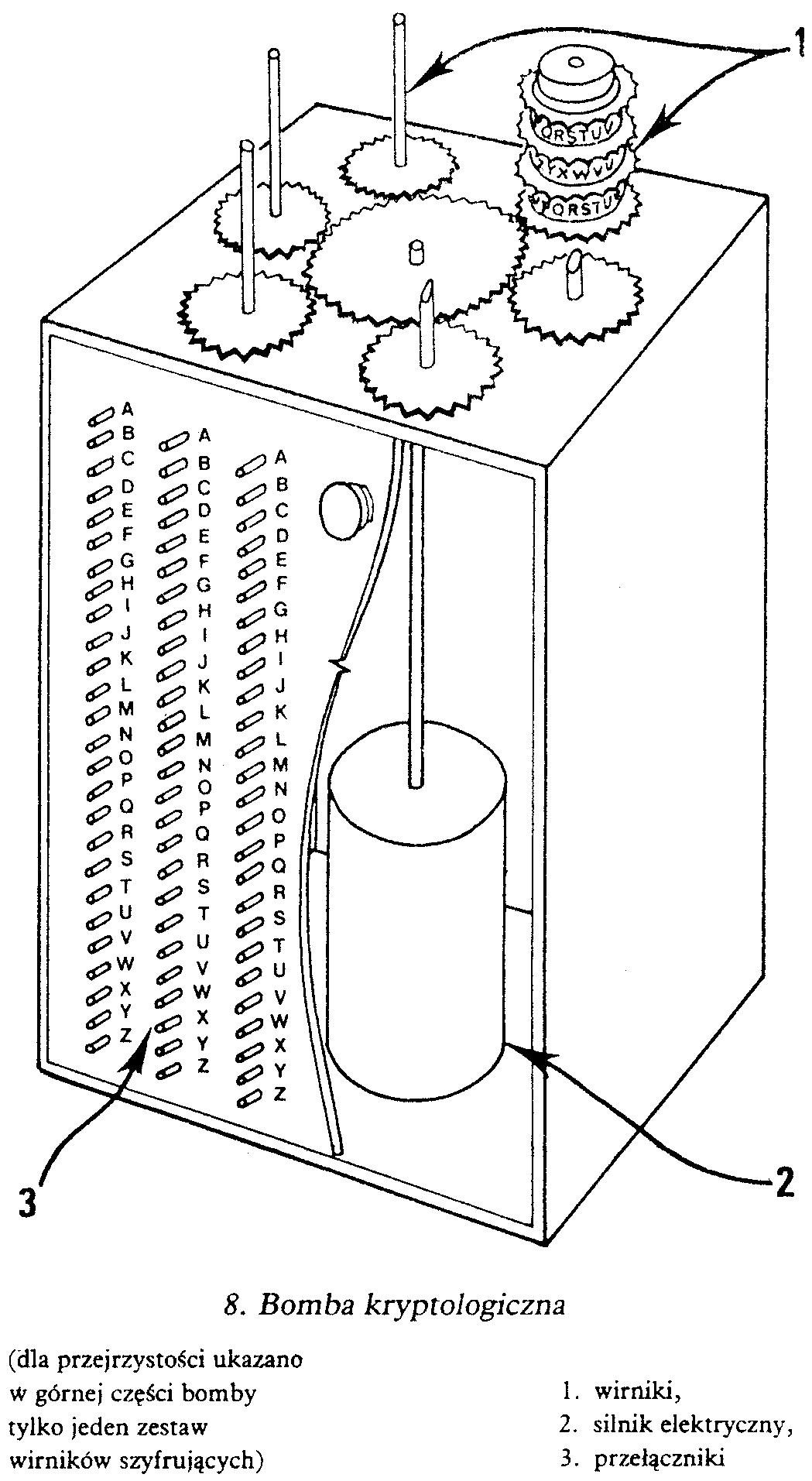
… ebenso wie die Bomba

Im Jahr 1927 eröffnete Edward Fokczyński in der Warschauer Neue-Welt-Straße, unweit des Sitzes des polnischen Generalstabs im Sächsischen Palais (poln. Pałac Saski), eine kleine Werkstatt für Funktechnik. Er erhielt vom dortigen Chiffrenbüro BS, in Person von Hauptmann Maksymilian Ciężki, den er aus ihrer gemeinsamen Zeit von 1919 bis 1922 in der polnischen Armee kannte, von Zeit zu Zeit kleinere Aufträge zur Herstellung besonderer elektromechanischer und funktechnischer Geräte. Im Jahr 1929 entstand aus dieser Werkstatt auf Initiative von Fokczyński und Antoni Palluth sowie den beiden Brüdern Leonard Danilewicz und Ludomir Danilewicz die Wytwórnia Radiotechniczna AVA (deutsch: Funktechnische Fabrik AVA). Die drei Buchstaben „AVA“ für ihre neue Firma bildeten die jungen Firmengründer, die alle begeisterte Funkamateure waren, als Kombination aus ihren Amateurfunkrufzeichen „TPAV“ der Danilewicz-Brüder und „TPVA“ von Palluth. Kurz darauf, noch im selben Jahr, wechselten sie den Firmensitz und zogen in neue Räumlichkeiten in den südlichen Warschauer Stadtbezirk Mokotów um, der zwischen der Innenstadt und dem später für sie und die Welt noch so bedeutsam werdenden Kabaty-Wald liegt (siehe auch: Treffen von Pyry). Die neue Firmenadresse lautete nun Stepinskastraße Nr. 25 (polnisch: Ulica Stepinska 25).
Nachdem es im Jahr 1932 dem jungen Kryptoanalytiker Marian Rejewski unter Mithilfe seiner Kollegen Jerzy Różycki und Henryk Zygalski in dem für Deutschland zuständigen Referat BS4 des Chiffrenbüros gelungen war, den ersten Einbruch in die von der deutschen Reichswehr zur Verschlüsselung ihres geheimen Nachrichtenverkehrs eingesetzten Enigma-Maschine zu erzielen und die Verdrahtung der Walzen aufgedeckt werden konnte, beauftragte das BS unter höchster Geheimhaltung das AVA-Werk mit dem Nachbau von rekonstruierten militärischen Enigma-Maschinen. Diese unterschieden sich nicht nur durch die geänderte Verdrahtung, sondern vor allem durch ein neu hinzugefügtes Steckerbrett von den kommerziellen Enigma-Modellen. Es wurden mindestens 15 Nachbauten hergestellt.
Im Zeitraum um 1932 bis 1935, die genauen Zeitpunkte sind nicht bekannt, fertigte AVA auch eine eigene, polnische Rotor-Schlüsselmaschine, die „Lacida“. Der Name Lacida war als Akronym aus den Anfangsbuchstaben der Nachnamen ihrer Erfinder Gwido Langer („La“), dem Leiter des BS, Ciężki („Ci“), seinem Stellvertreter und Chef des Referats BS4, und der Danilewicz-Brüder („Da“) gebildet worden war. Vermutlich wurden mindestens 40 Exemplare der Lacida gebaut, möglicherweise 125 Stück.
Ein wichtiges kryptanalytisches Gerät, das, vermutlich in den Jahren 1934 oder 1935, durch AVA hergestellt wurde, war das Zyklometer (polnisch: Cyklometr), das ebenfalls durch Rejewski ersonnen wurde. Es diente zur Erschließung des Spruchschlüssels, den die Deutschen zur Verschlüsselung ihrer Funksprüche benutzten. Zum 15. September 1938 wurde die deutsche Verfahrensvorschrift geändert und eine frei wählbare Grundstellung für die Spruchschlüsselverschlüsselung eingeführt. Damit wurde das Zyklometer schlagartig nutzlos.
Es dauerte jedoch nur wenige Wochen im Herbst 1938, bis Rejewski eine geeignete Methode fand, um den Spruchschlüssel erneut zu brechen. Die technische Umsetzung seiner neuen kryptanalytischen Angriffsmethode bestand in der Konstruktion einer elektromechanisch betriebenen Maschine, die sechs komplette Enigma-Walzensätze beinhaltete und so dreimal zwei hintereinander geschaltete und jeweils um drei Drehpositionen versetzte Enigma-Maschinen verkörperte. Es gelang den Polen, nicht nur sehr schnell das Konzept dieser neuartigen „Knackmaschine“, die sie Bomba nannten, zu entwickeln, sondern mithilfe von AVA und unter Federführung von Palluth noch im Oktober 1938 sechs funktionsfähige Maschinen herzustellen und erfolgreich in Betrieb zu nehmen. Da es zu dieser Zeit sechs (= 3·2·1) verschiedene mögliche Walzenlagen der Enigma gab, wurden sechs Bomby (polnischer Plural von Bomba) benötigt, jeweils eine für jede Walzenlage. Durch einen Elektromotor angetrieben, durchlief eine Bomba exhaustiv (vollständig) alle jeweils für eine Walzenlage möglichen 17.576 verschiedene Walzenstellungen (von „AAA“ bis „ZZZ“) innerhalb einer Zeit von etwa 110 Minuten.
Die Endmontage der durch AVA gefertigten Maschinen geschah nicht in den Räumlichkeiten der Firma in der Stepinskastraße, sondern aus Geheimhaltungsgründen in einem besonders gesicherten Raum des BS, dem Raum Nr. 13 im Sächsischen Palais, auch als „Uhrenraum“ bezeichnet. Zu diesem Raum hatten nur ganz wenige Personen Zutritt. Außer den BS-Chefs, Langer und Ciężki, waren das die AVA-Direktoren Fokczyński, Palluth und die Danilewicz-Brüder sowie ihr Feinmechaniker Czesław Betlewski. Mit dem Umzug des BS4 im Jahr 1937 in den Kabaty-Wald knapp 20 km südlich von Warschau, wurde auch die Endfertigung von AVA in unterirdische Räume des neu errichteten geheimen Sitzes des Chiffrenbüros verlegt, der den polnischen Tarnnamen Wicher (deutsch „Sturm“) trug.
Am 26. und 27. Juli 1939 kam es hier zum legendären Geheimtreffen französischer, britischer und polnischer Codeknacker, bei dem die Polen den verblüfften Briten und Franzosen ihre sämtlichen kryptanalytischen Methodiken offenlegten und auch alle durch AVA gefertigten Enigma-„Knackmaschinen“ präsentierten. Damit wurde der Grundstein gelegt für die geschichtlich so bedeutsamen alliierten Enigma-Entzifferungen (Deckname: „Ultra“) während des Zweiten Weltkriegs.
Kurz nach dem Treffen mussten die AVA-Mitarbeiter den deutschen Überfall auf ihr Land erleben, der den Zweiten Weltkrieg auslöste. Sie sahen sich gezwungen, ihre sämtlichen Aufzeichnungen und Dokumente zu verbrennen sowie auch alle technischen Geräte, Maschinen, Werkzeuge und Ersatzteile zu zerstören. Die wertvollen Teile wurden mit schweren Hämmern zerschlagen und teilweise sogar eingeschmolzen. Einige wenige junge Mitarbeiter blieben noch kurz zurück und verwischten die letzten Spuren. Dies machten sie so gründlich, dass die Deutschen später nichts Verdächtiges mehr fanden. Aus diesem Grund gibt es aber auch praktisch keine authentischen Dokumente oder Artefakte aus dieser Zeit. Im September 1939 flüchteten die Mitarbeiter des AVA-Werks, wie auch alle anderen Mitarbeiter des BS, vor den anrückenden deutschen Truppen aus Polen und ihre Firma ging unter.